# AMEOS Klinikum St. Elisabeth Neuburg
Das AMEOS Klinikum Sankt Elisabeth Neuburg ist ein Krankenhaus der Grund- und Regelversorgung in Neuburg an der Donau.

## Geschichte
Seit 1840 führten die Ordensfrauen des Klosters St. Elisabeth das Krankenhaus für Frauen in Neuburg an der Donau. Zusätzlich wurde 1961 eine Kinderklinik errichtet. 1980 übernahmen die Elisabethinerinnen nach der Auflösung des Klosters St. Wolfgang das von dieser Gemeinschaft seit 1622 betriebene Krankenhaus der Barmherzigen Brüder. Die nun gebildete Vereinigte Ordenskrankenhäuser GmbH errichtete das neue Klinikum, das am 10. April 1992 in Betrieb ging; die Sanierung der Kinderklinik wurde 1999 abgeschlossen.
Wegen Nachwuchsmangel des Ordens wurde die Frage der künftigen Trägerschaft akut. 2017 war nach 177-jähriger Tradition die Übernahme durch die Katholische Jugendfürsorge im Gespräch. Ab 1. Juni 2017 übernahm die Katholische Jugendfürsorge der Diözese Augsburg e. V. als neuer und alleiniger Gesellschafter der Vereinigten Ordenskrankenhäuser GmbH die Trägerschaft. Aber schon wenige Jahre später gab diese die Trägerschaft wieder auf. Sie übergang den ebenfalls interessierten Landkreis und veräußerte das Krankenhaus an die Schweizer Investoren-Gruppe Ameos, welche die Trägerschaft zum 7. April 2022 übernahm.

## Einrichtung
Die Kliniken bestehen aus dem Akutkrankenhaus und der Klinik für Kinder und Jugendliche. Neben den Hauptfachabteilungen Anästhesie, Gynäkologie und Geburtshilfe, Innere Medizin, Kinder- und Jugendmedizin, Perinatalzentrum, Psychosomatik für Kinder und Jugendliche, Kinder- und Jugendpsychiatrie und -psychotherapie (KJPP), Allgemein-, Thorax- und Viszeralchirurgie, Unfallchirurgie und Orthopädie sowie dem Interdisziplinären Schmerzzentrum gibt es außerdem noch Belegabteilungen für Augenheilkunde, HNO, Urologie sowie Beleghebammen.
Das Klinikum St. Elisabeth Neuburg verfügt über 312 Krankenhausbetten und beschäftigt knapp 850 Mitarbeiter.